# Daniël Haringh
Daniël Haringh of Daniël Eliasz. Haringh (Loosduinen, 1641 – aldaar, 1713) was een Noord Nederlands kunstschilder.

## Biografie
Haringh werd op 13 oktober 1641 gedoopt in de hervormde kerk van Loosduinen. In de periode 1646 - 1669 was hij leerling van Arnold van Ravesteyn en Caspar Netscher. In 1669 werd hij lid van het Haags genootschap Confrerie Pictura. Zijn leerlingen waren Richard van Bleeck, Michiel Godijn, Abraham van Hoogstraten en Dirk Kindt.

## Werken
Haring werd voornamelijk bekend om zijn portretten, allegorieën en als decoratieschilder van interieurs.

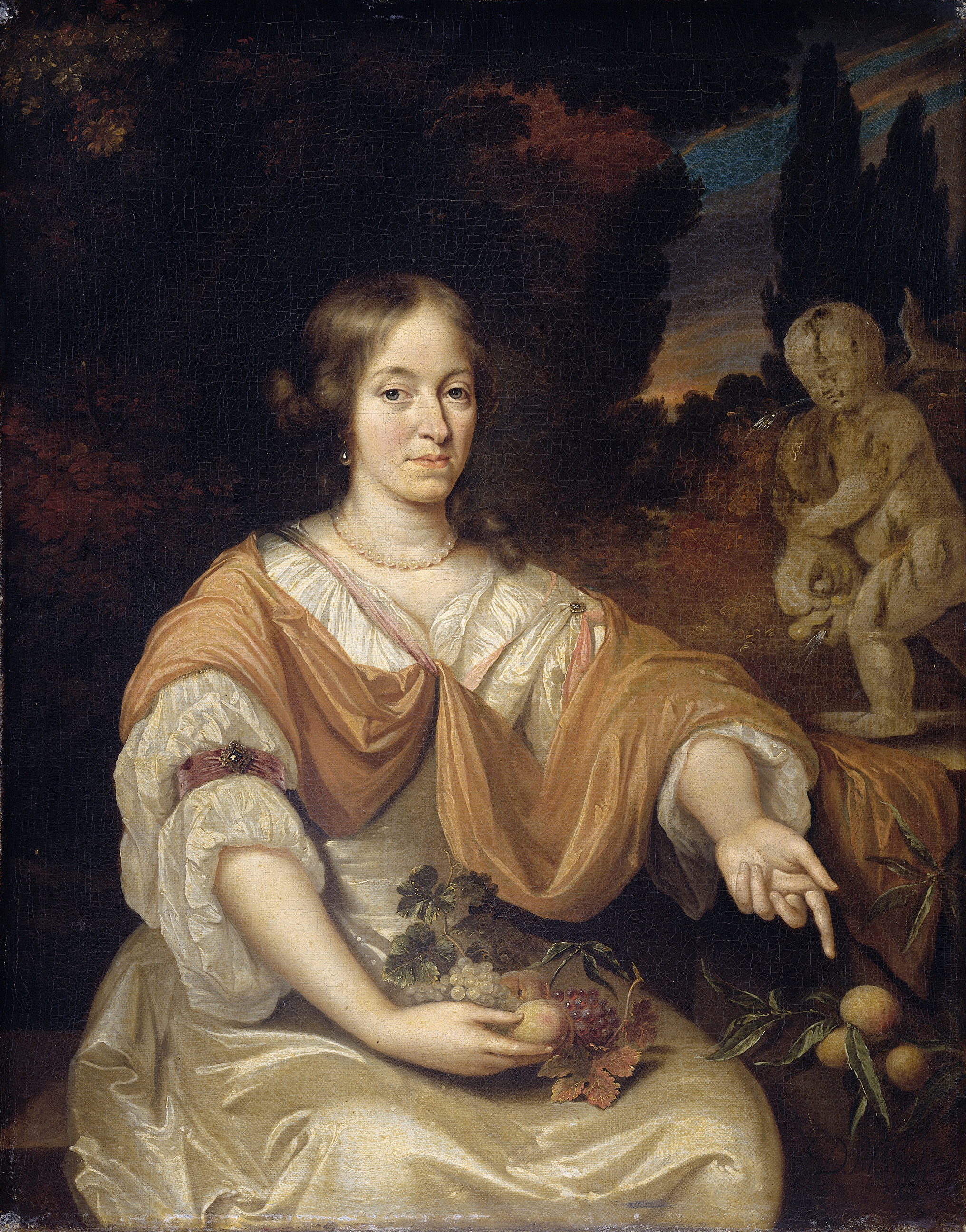
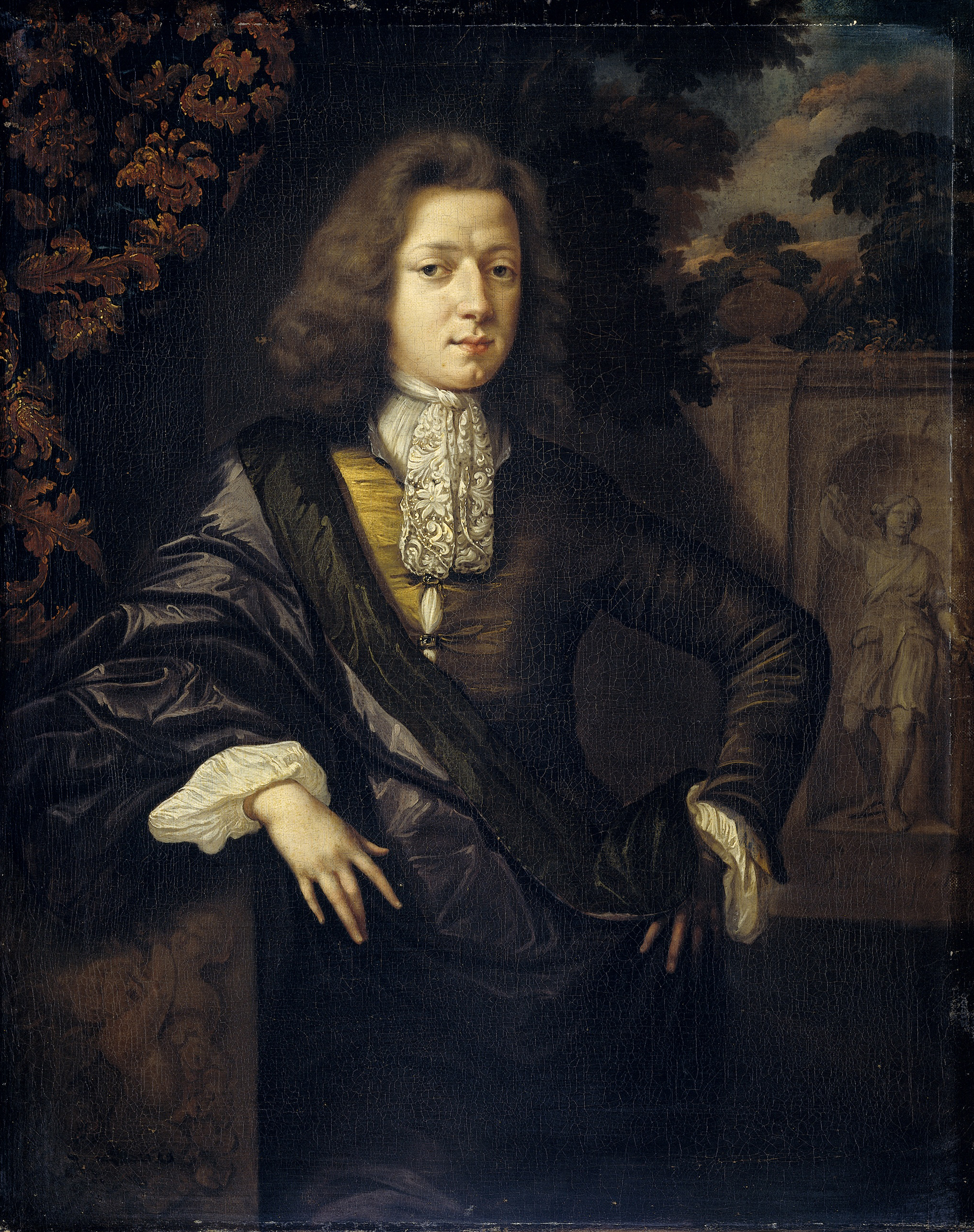

- Biografisch Portaal: 86457004
- RKD-Nederlands Instituut voor Kunstgeschiedenis: 36038
- Union List of Artist Names: 500026390
- Virtual International Authority File: 95844543